# Cathédrale de l'Assomption de Przemyśl
Cette  cathédrale n’est pas la seule cathédrale de l'Assomption.
La cathédrale de l'Assomption-de-la-Sainte-Vierge-Marie-et-de-Saint-Jean-Baptiste de Przemyśl (en polonais : bazylika archikatedralna Wniebowzięcia Najświętszej Maryi Panny i św. Jana Chrzciciela w Przemyślu), est l'église principale de l'archidiocèse de Przemyśl et de la ville où il est situé. Elle a le rang d'archicathédrale basilique.

## Histoire et description

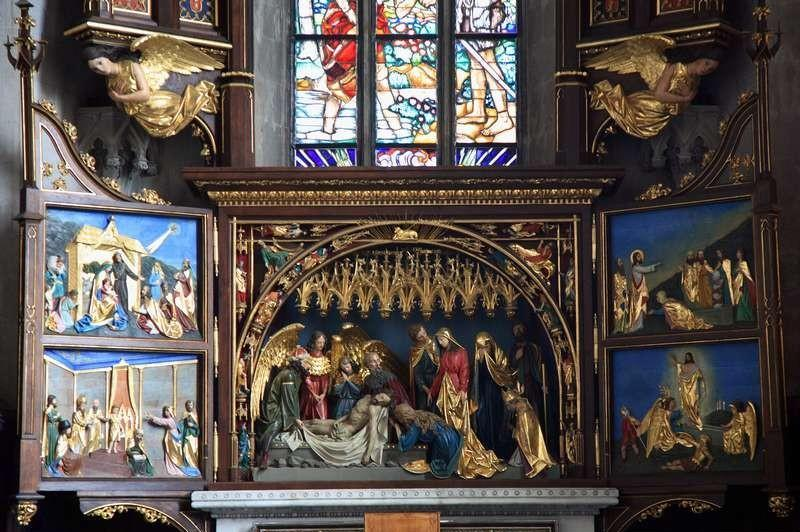
Autels de la Déploration du Christ dans le style néogothique – triptyques en relief attribués à Zygmunt Langman, visibles dans la cathédrale de Przemyśl, Pologne

### La rotonde romane
À la place de l'actuel presbytère de la cathédrale existait une rotonde appelée Saint-Nicolas datée de la 2e moitié du XIIe siècle, mentionnée pour la première fois en 1301. Elle était en grès et avait un plan circulaire avec une abside en fer à cheval, et ses fondations n'ont subsisté sous le plancher que jusqu'à une hauteur de 2,30 mètres. Elle fut abattue vers 1460 lors de la construction de la cathédrale gothique. 

### Les premières cathédrales
Après la création du diocèse en 1375, une première cathédrale a été construite en bois sur la place à côté de l'église actuelle du Sacré-Cœur de Jésus, et qui a existé jusqu'en 1412. De cette année-ci à 1460, la deuxième cathédrale fut cette fois bâtie en pierre et placée dans la cour du château de Przemyśl suivant l'architecture de la Voïvodie ruthène. 

### La cathédrale gothique
La construction de la cathédrale actuelle de style gothique a commencé avec l'épiscopat de l'évêque Nicolas de Błażejowa (pl) en 1495. Il ne reste de cet édifice que les murs et les piliers. La suite de l'édification a été achevée dans les premières décennies du XVIe siècle. En 1578, le maire de la ville, secrétaire de la Couronne du royaume de Pologne, Jean Thomas Drohojowski († 1605), a fondé l'actuelle chapelle du Saint-Sacrement, fondée sur le site de la précédente rotonde Saint-Nicolas. En raison de la menace permanente d'incursion de Tartares et de Valaques, c'était une église fortifiée entourée d'un mur et équipée d'un canon. 

### La cathédrale baroque
Sous le chœur se trouvent les fondations en pierre de la rotonde romane tardive de la première moitié du XIIIe siècle. La cathédrale gothique du XVIIe siècle a servi aux évêques de Przemyśl jusqu'au début du XVIIIe siècle. L'évêque Alexandre Antoni Fredro (pl) a décidé de la reconstruire dans le style baroque. Les travaux ont été réalisés dans les années 1724-1744. Dans le chœur du maitre-autel ont été placées d'énormes stalles baroques. Il y a deux chapelles à coupole, la chapelle Drohojowski (le maire) de 1578, et la chapelle Fredro (l'évêque) de style baroque tardif construite en 1724. Le premier étage du clocher-tour a également été construit à cette époque. 

### Depuis leXVIIIesiècle
En 1733, le toit s'est effondré, détruisant une partie de l'église. Elle a été reconstruite et achevée en 1744. Au tournant du XIXe siècle, une autre reconstruction a eu lieu, restaurant les parties les plus anciennes de l'église, à nouveau de style gothique. Le deuxième étage du clocher-tour a également été ajouté, avec des statues dans les coins et des cadrans d'horloge, le tout surmonté d'une coiffe. 
En 2014, les cryptes sous l'église ont été ouvertes au public. L'élément le plus précieux de la voûte sont les murs extérieurs de la rotonde romane Saint-Nicolas, probablement de 1215, composé d'une nef circulaire et d'une abside en fer à cheval. Une vitrine abrite les éléments architecturaux de l'église avant le désastre de 1733, et dans les ossuaires reposent les restes des morts qui ont été enterrés là. 
D'autre part, la cathédrale abrite les reliques du saint évêque Józef Sebastian Pelczar et du bienheureux Jean-Adalbert Balicki (Jan Wojciech Balicki). 
Depuis 2016, l'archevêque actuel de la cathédrale est Adam Szal. 

## Galerie

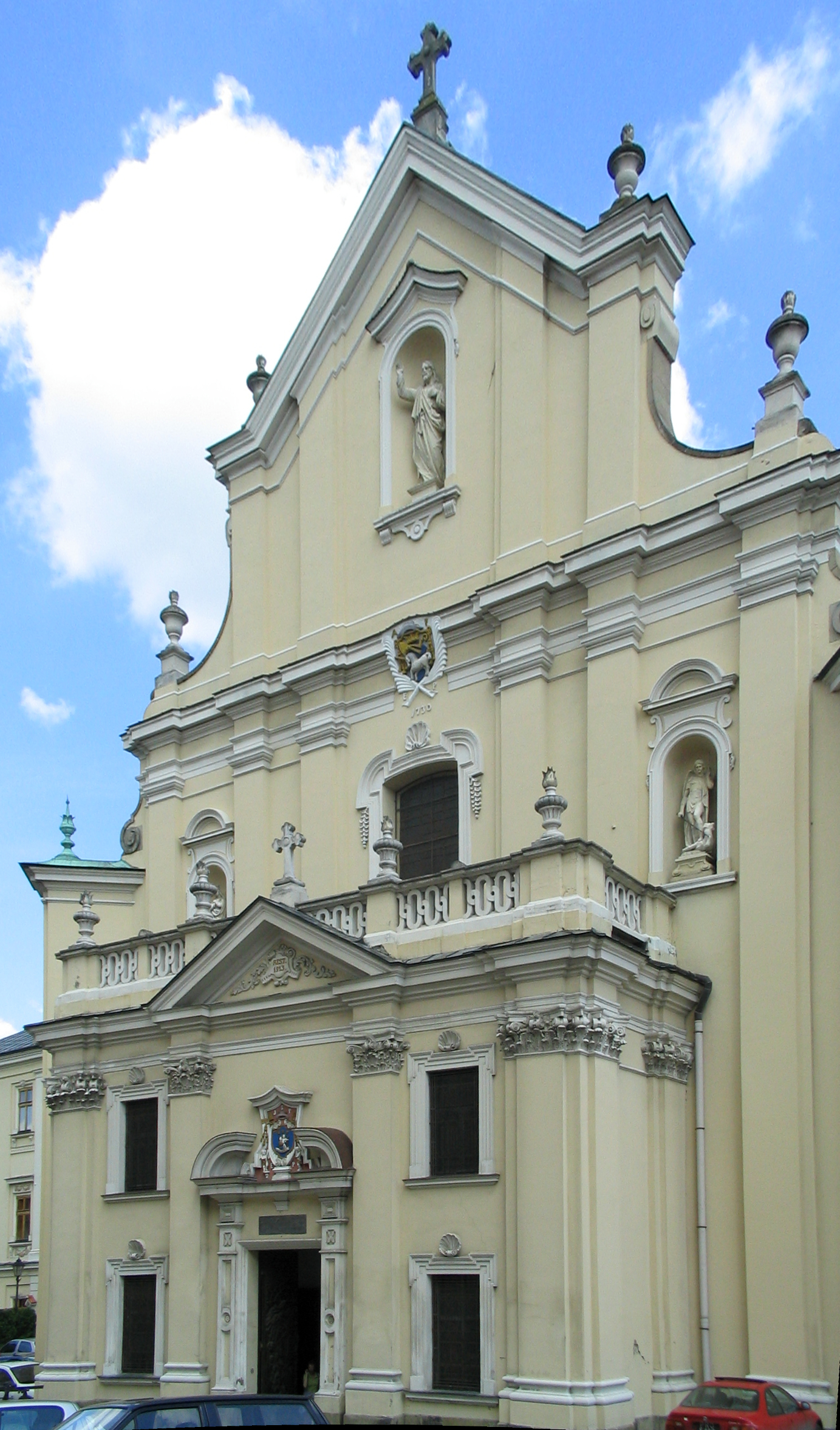
La façade.
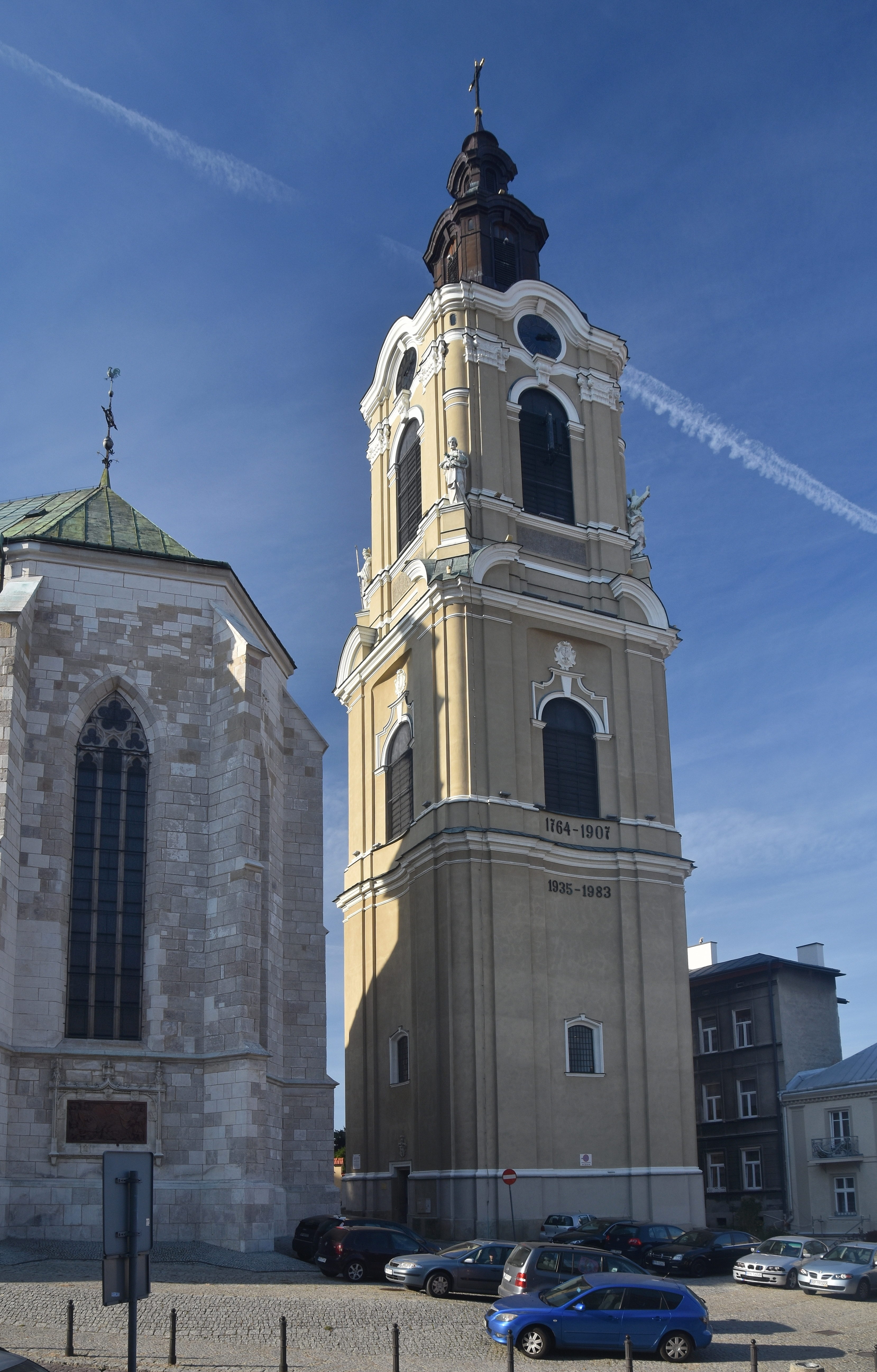
Le clocher-tour.
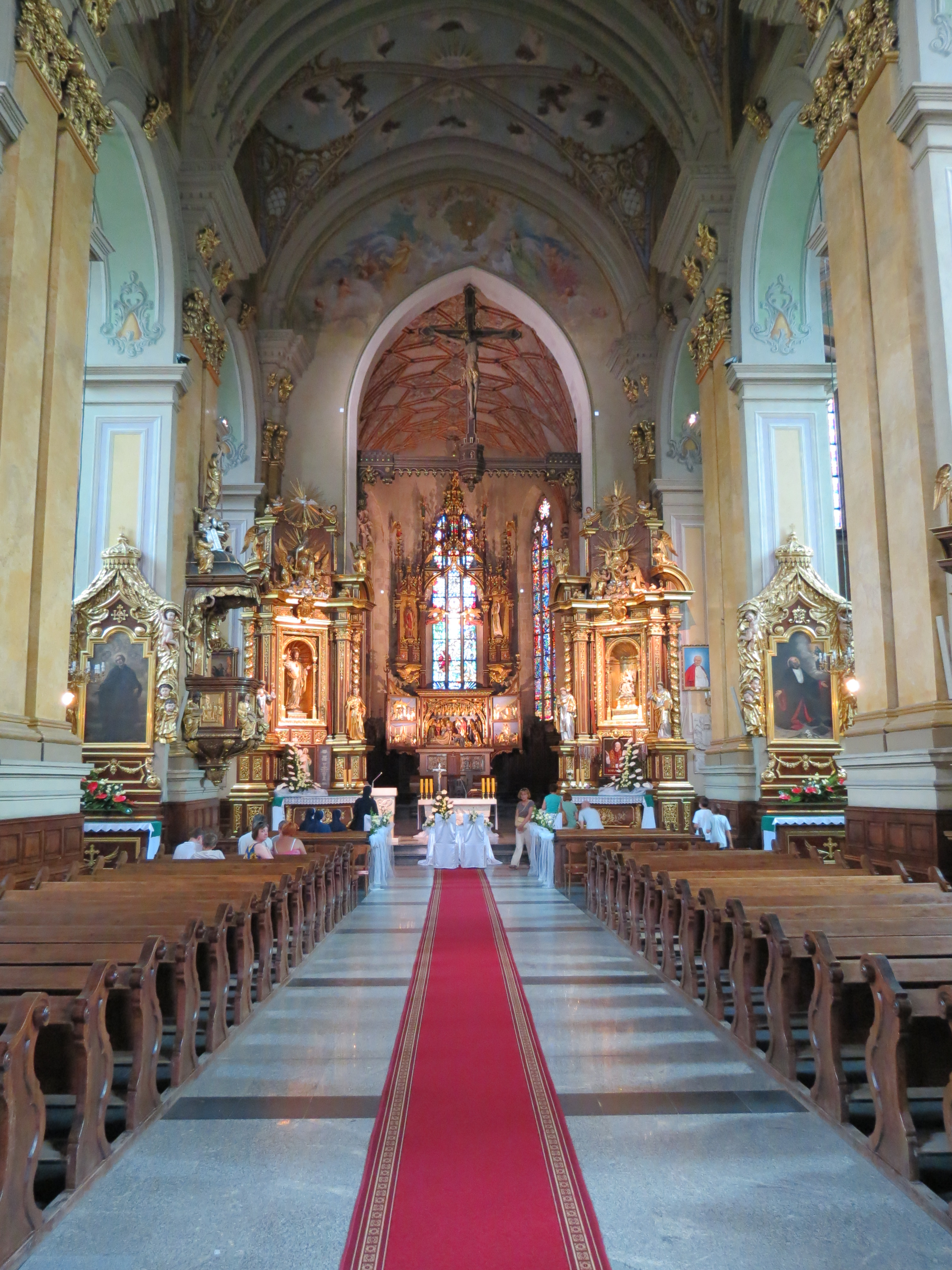
La nef
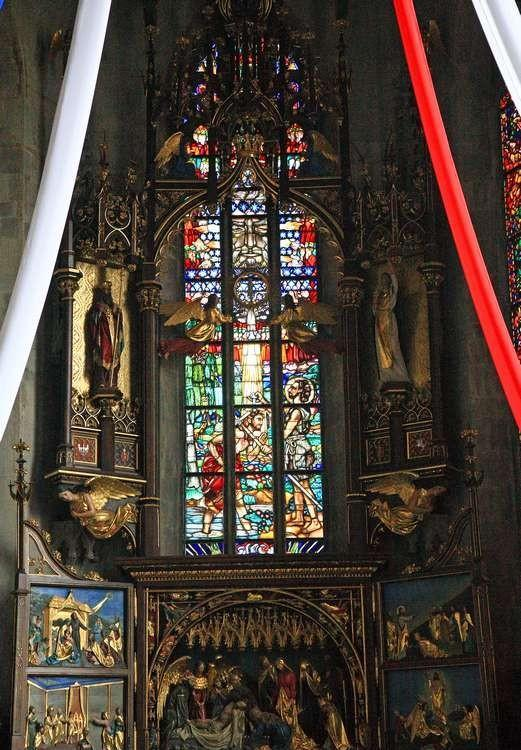
Le maitre-autel avec le vitrail de l'abside.
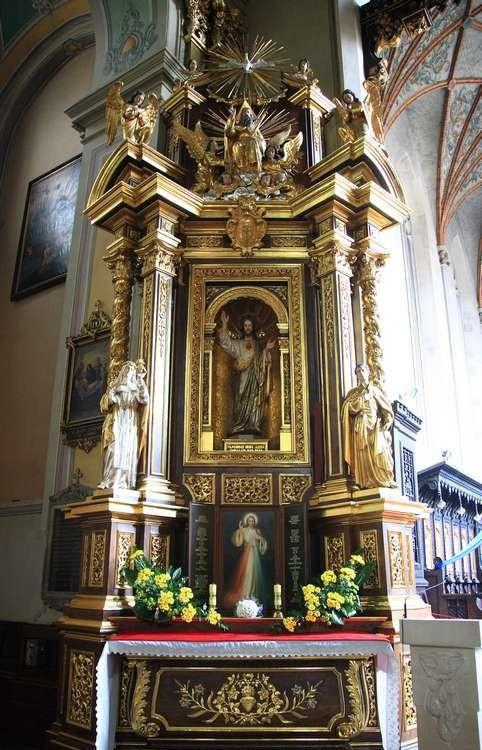
Autel latéral du Sacré-Cœur de Jésus.
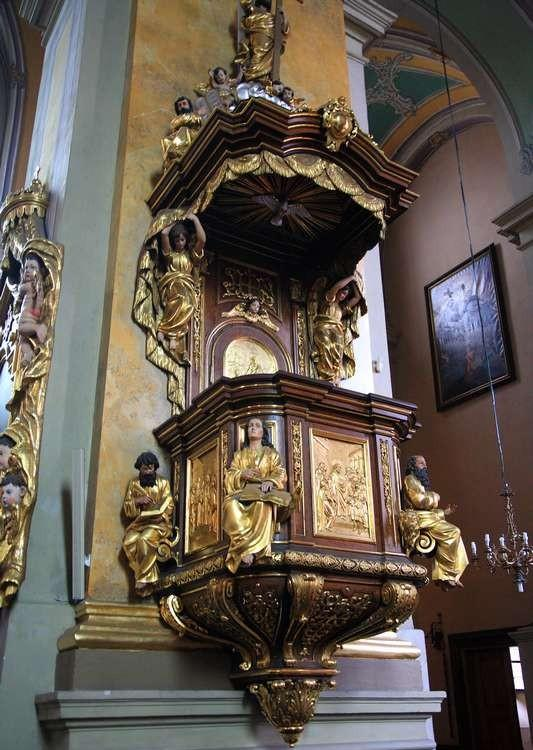
La chaire.